# Station Buvrinnes
Station Buvrinnes was een spoorwegstation langs de spoorlijn 110 in Buvrinnes, een deelgemeente van de stad Binche.
0,0: Piéton ·
4,9: Anderlues ·
6,9: Ansuelle ·
9,8: Buvrinnes ·
12,3: Bienne-lez-Happart